# Géographie de l'Île-du-Prince-Édouard
Pour un article plus général, voir Île-du-Prince-Édouard.

Carte topographique de l'Île-du-Prince-Édouard

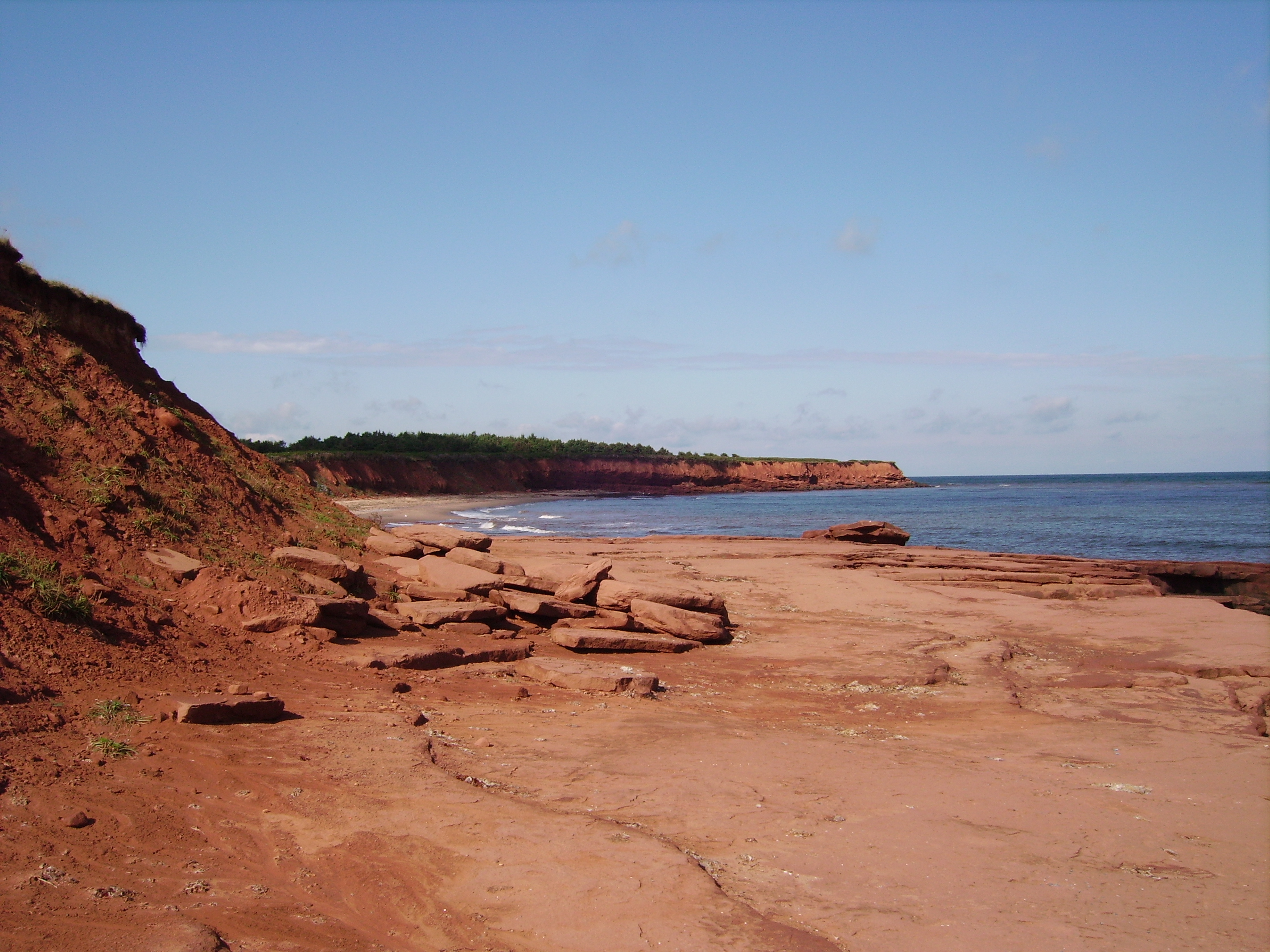
La côte près de Cavendish

La géographie de l’Île-du-Prince-Édouard est principalement vallonneuse avec une terre rouge, un sable blanc, et des communautés ici et là. Connue comme le jardin du golfe, l'île est située dans le golfe du Saint-Laurent au nord de la Nouvelle-Écosse et à l'est du Nouveau-Brunswick, entre laquelle se trouve le détroit de Northumberland.

## Description
L'Île-du-Prince-Édouard couvre une masse de terre de 5 660 km2 (2 184 miles2). Son sommet est à 152 mètres (499 pieds) au-dessus du niveau de la mer à Springton dans le comté de Queens. L'île n'a que 224 km (139 miles) de long et sa largeur va de 6 à 64 km (4 à 40 mi), avec une côte de plus de 800 km (500 mi).
L'île a deux régions urbaines. La plus grande entoure le havre de Charlottetown, situé au centre de l'île sur la côte sud, et comprend la capitale Charlottetown, de même que Cornwall, Stratford et une banlieue en développement. Une plus petite région urbaine entoure le havre de Summerside, situé sur la côte sud à 40 km à l'ouest du havre de Charlottetown, et comprend essentiellement la ville de Summerside.
Le paysage de l'île est vallonné : collines douces, forêts naturelles, plages de sable blanc, terre rouge ont donné à l'Île-du-Prince-Édouard une réputation de province où contempler la beauté naturelle.